# Schokland
Schokland – pozostałość po opuszczonej osadzie, położonej na wyspie, która stała się częścią osuszonego polderu w Holandii. Schokland przestał być wyspą w momencie osuszenia Polderu Północno-Wschodniego w 1942 roku. Do dziś dobrze zachowały się wały przeciwpowodziowe oraz linia brzegowa wyspy z wyraźnym wzniesieniem.
Schokland zamieszkany był od średniowiecza, jednak wraz ze wzrostem poziomu morza coraz częstsze powodzie zmusiły mieszkańców do opuszczenia wyspy w XIX wieku. Największa powódź miała miejsce w 1825 roku. Pomimo odbudowania wyspy, na skutek powtarzających się podtopień, w 1859 roku jej władze, chcąc uniknąć podobnej tragedii w przyszłości, zdecydowały się przesiedlić całą ludność Schokland. Mimo to do dziś zachowała się charakterystyczna zabudowa wyspy, która przetrwała dzięki osuszeniu pobliskich terenów. Dziś jako obiekt dziedzictwa kulturowego UNESCO jest bardzo często odwiedzany przez turystów, gdyż jako jedno z niewielu miejsc na Polderze Północno-Wschodnim posiada długą historię.

## Zobacz też

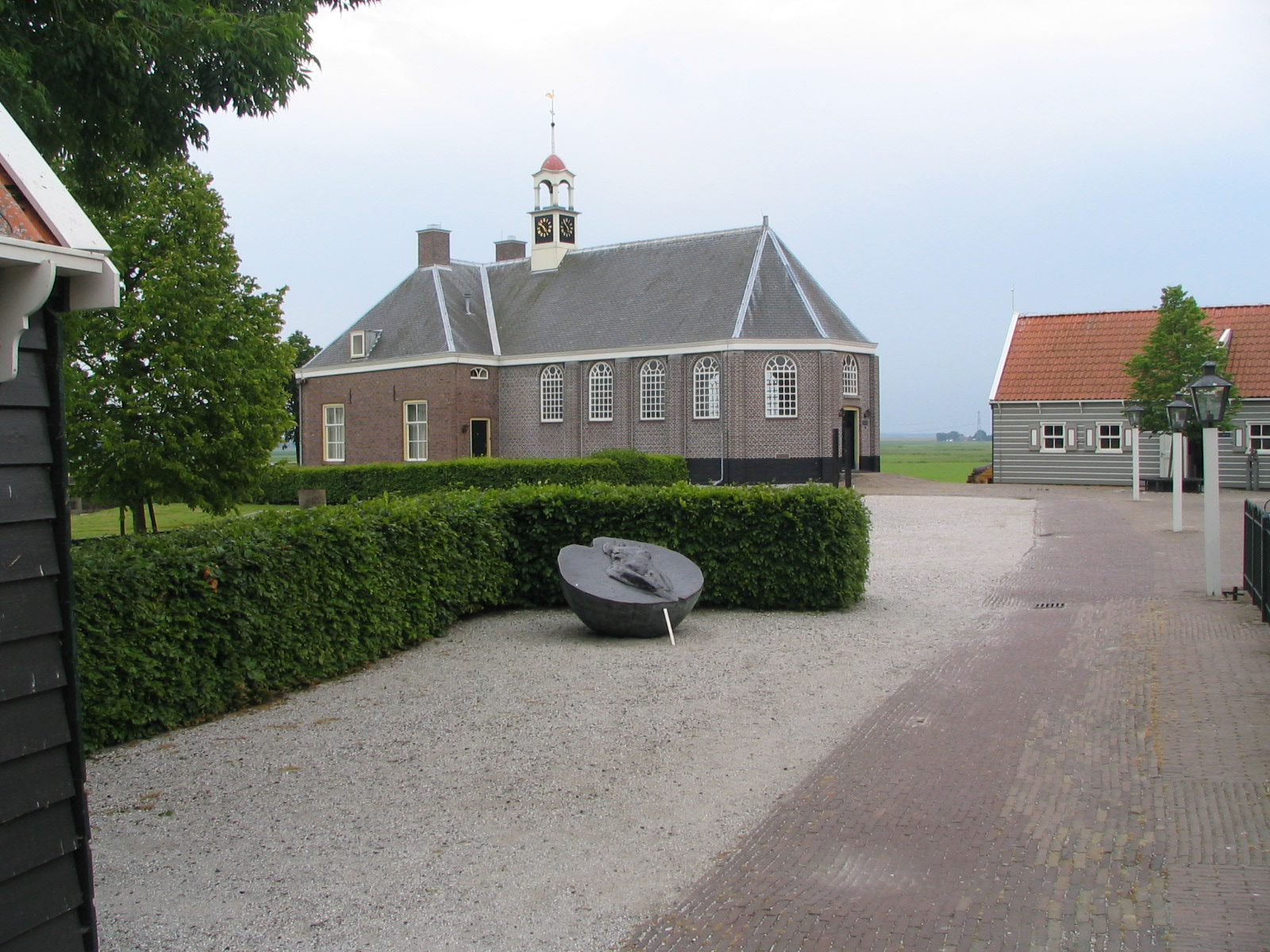
Kościół w Schokland
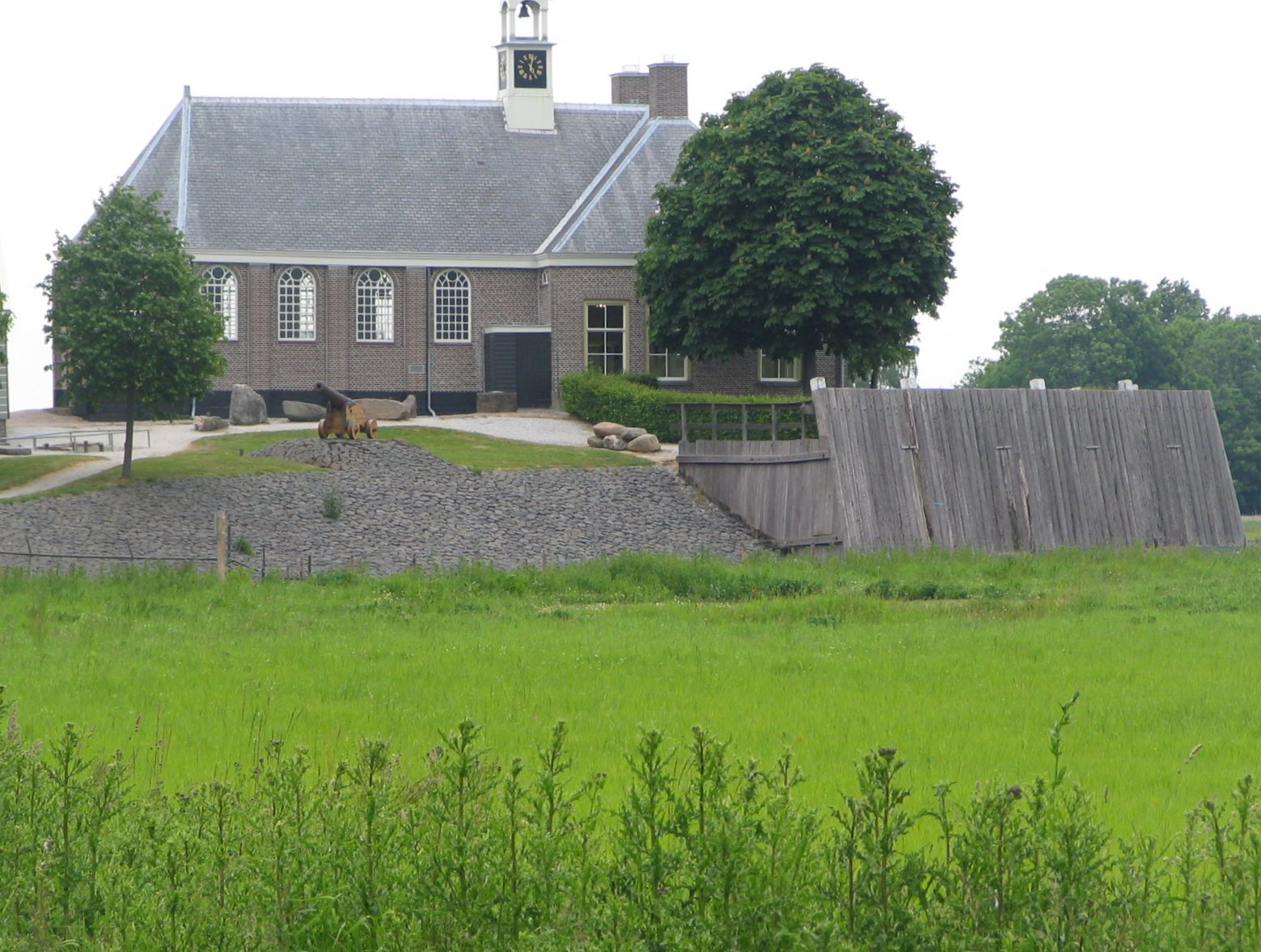
Kościół wraz z wałami przeciwpowodziowymi
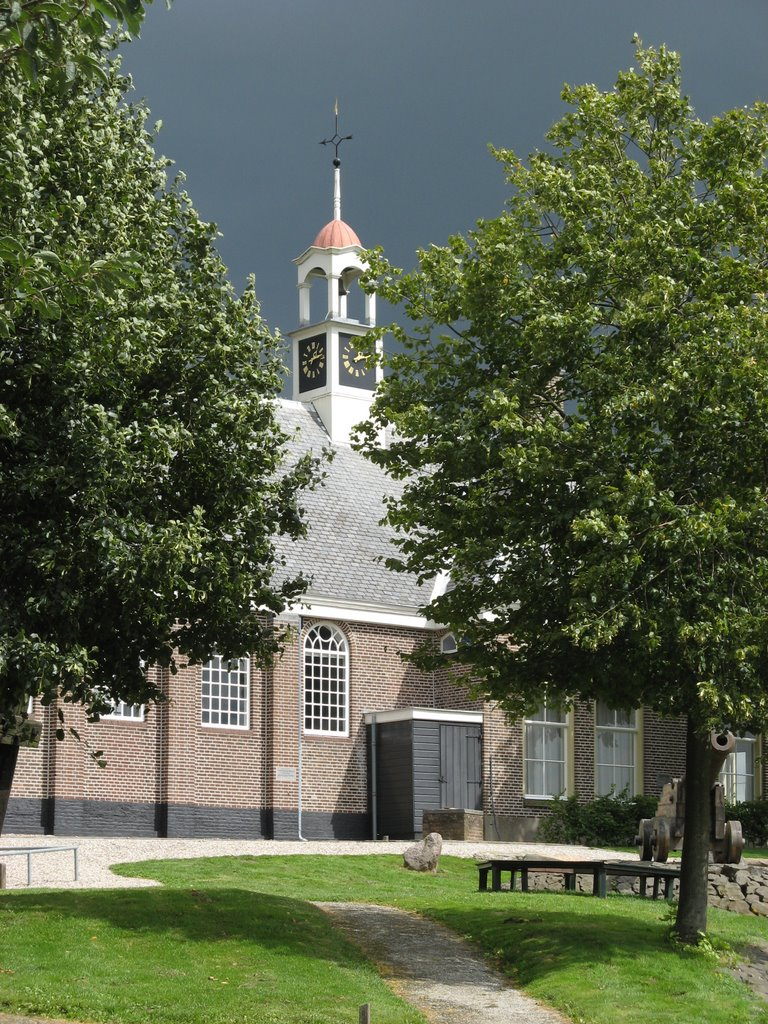
Kościół w Schokland 2